# Gavlyn
Gavlyn (* 29. Januar 1990), wirklicher Name Audrey May Godoy, ist eine Rapperin aus Los Angeles, die bei Mike Steez Entertainment unter Vertrag steht. Ihre Musik ist vom Funk der 1970er und der Spoken-Word-Ära inspiriert. Außerdem war sie Mitglied in der Underground-Crew Organized Threat bis 2013, die unter anderem jungen Poeten und Künstlern eine Plattform bietet, mit ihrer Kunst Menschen zu erreichen.

## Diskografie

### Studioalben
| Jahr | Titel                | Anmerkungen                                                                           |
| ---- | -------------------- | ------------------------------------------------------------------------------------- |
| 2009 | Habit That You Blame |                                                                                       |
| 2012 | From The Art         | Erstveröffentlichung am 2. Oktober 2012                                               |
| 2014 | Modest Confidence    | Erstveröffentlichung am 14. Januar Europa Release von Mike Steez Ent. Veröffentlicht. |
| 2016 | Why Wait             | Gemeinsam mit DJ Hoppa                                                                |
| 2018 | Headspace            | Gemeinsam mit DJ Hoppa                                                                |